# Kevon Pierre
Kevon Pierre, född 30 mars 1981, är en friidrottare från Trinidad och Tobago (sprinter).
Pierre var med i det lag som tog silver vid VM i Helsingfors på 4 x 100 meter 2005.

## Personliga rekord
- 100 meter - 10,28
- 200 meter - 20,47